# Cantón de Pont-de-Roide
El cantón de Pont-de-Roide era una división administrativa francesa, que estaba situada en el departamento de Doubs y la región de Franco Condado.

## Composición
El cantón estaba formado por veintiún comunas:
- Berche
- Bourguignon
- Colombier-Fontaine
- Dambelin
- Dampierre-sur-le-Doubs
- Écot
- Étouvans
- Feule
- Goux-lès-Dambelin
- Mathay
- Neuchâtel-Urtière
- Noirefontaine
- Péseux
- Pont-de-Roide-Vermondans
- Rémondans-Vaivre
- Rosières-sur-Barbèche
- Solemont
- Valonne
- Vernois-lès-Belvoir
- Villars-sous-Dampjoux
- Villars-sous-Écot

## Supresión del cantón de Pont-de-Roide
En aplicación del Decreto nº 2014-240 de 25 de febrero de 2014, el cantón de Pont-de-Roide fue suprimido el 22 de marzo de 2015 y sus 21 comunas pasaron a formar parte; doce del nuevo cantón de Valentigney, siete del nuevo cantón de Bavans y dos del nuevo cantón de Valdahon.